# Silver Kings de Cobalt
Les Silver Kings de Cobalt sont un club de hockey sur glace professionnel fondé en 1906 en Amérique du Nord. L'équipe est basée dans la ville ontarienne de Cobalt au Canada.

## Histoire
Le club est créé en 1906 et fait alors partie de la Ligue professionnelle de hockey du Témiscamingue. Le club est un des clubs faisant partie de la réunion de formation de l'Association nationale de hockey, le 2 décembre 1909 avec les équipes suivantes : les Wanderers de Montréal, les Creamery Kings de Renfrew et Haileybury, connue depuis 2004 sous le nom de Temiskaming Shores.
Après seulement une saison jouée dans l'ANH, et une quatrième place sur sept au classement, l'équipe arrête ses activités.

## Anciens joueurs
- Ed Décarie
- Howard McNamara
- Bruce Ridpath

## Temple de la renommée
- Newsy Lalonde
- Hugh Lehman
- George McNamara
- Didier Pitre
- Art Ross